# Caltha
Caltha (L., 1753) è un genere di piante erbacee appartenente alla famiglia delle Ranunculaceae, diffuso in tutti i continenti ad eccezione dell'Africa.

## Etimologia
Il nome del genere si fa derivare dalla corruzione di una parola greca ( kalathos o  kalazos = “corbello”, “paniere”, “coppa”, contenitore in genere) indicante la forma del fiore dato dai suoi ricurvi petali.

Prima delle moderne classificazioni (ancora ai tempi di Tournefort) col nome volgare di “Calta” si indicavano diverse piante anche assai dissimili. Ad esempio la “Calta dei giardinieri” (l'attuale Calendula); oppure la “Calta dei campi” (probabilmente il ranuncolo dei campi); oppure “Calta piovosa” (la nostra Calla).

## Descrizione
La forma biologica prevalente di questo genere (almeno per le specie presenti in Italia) è  emicriptofita rosulate (H ros): sono quindi piante perennanti per mezzo di gemme poste al suolo e con foglie disposte in rosetta basale e quelle cauline più scarse.

### Radici
L'apparato radicale consiste in un breve rizoma di supporto ad un fascio di radici carnose, a disposizione sparsa ma semplici nella struttura e forma.

### Fusto
Il fusto è normalmente scendente, glabro, spugnoso e fistoloso. È inoltre poco ramoso. Rispetto ad altri generi la sua sezione è considerata piuttosto spessa: da 0,5 a 2,5 mm di diametro. Nella parte inferiore del fusto possono essere presenti degli stoloni.

### Foglie
Le foglie basali sono larghe e semplici (intere e non lobate); la forma tipica è palmato – venata; alla base la lamina fogliare può essere più cuoriforme ( o reniforne) di quelle cauline; in genere sono lungamente picciolate. Le foglie cauline sono meno numerose e più piccole di quelle basali; possono essere lievemente picciolate o quasi sessili (subsessili).
Tutte le foglie sono dentate o crenate.

### Infiorescenza
Ogni pianta presenta un numero scarso di fiori; perlopiù sono solitari o geminati (a fiori doppi).
L'infiorescenza è terminale o ascellare. In particolare come in tutte le Ranunculaceae il perianzio è monoclamidato (o apetalo), ossia il fiore presenta solo il calice; in questo caso i sepali hanno il colore e la forma dei petali; si dice allora che i sepali sono petaloidi . I fiori di questo genere sono attinomorfi  ed ermafroditi.
- Calice: il calice è petaloideo (vedi sopra) e caduco; i sepali ordinariamente sono 5 (massimo 12) di colore bianco, giallo, arancione o rosa.
- Corolla: mancano i petali; la pianta è apetala (vedi sopra).
- Androceo: sono presenti numerosi stami (da 10 a 40) infatti questo genere è caratterizzato da una poliandria primaria, ossia una struttura primitiva (dal punto di vista evolutivo) caratterizzata da numerosi stami in disposizione spiralata per favorire al massimo la fecondazione e quindi la propagazione della specie.
- Gineceo: anche i pistilli (provvisti di nettare) sono numerosi (da 5 a 55) e semplici; i carpelli sono un po' meno numerosi e ciascuno a maturazione si trasforma in un follicolo.
- Fioritura: normalmente la fioritura avviene tra aprile e giugno.
- Impollinazione: tramite insetti di varie specie

### Frutti
Il frutto è formato da diversi follicoli, contenenti molti semi. I follicoli sono oblungo – lineari o ellissoidei, venati ai lati e terminanti con un becco debolmente ricurvo.

## Distribuzione e habitat
Il genere ha una distribuzione subcosmopolita. Prevale comunque nell'emisfero boreale: America del Nord con molte presenze in Alaska, Europa, Asia (Indocina del Nord e Giappone). Nell'emisfero terrestre australe è scarsamente presente: nell'America del Sud (qualche presenza a Ovest della Cordigliera delle Ande), in Australia del Sud e nelle Isole Mascarene (ad Est del Madagascar).

## Tassonomia

### Specie
Attualmente il genere Caltha comprende al suo interno le seguenti 16 specie:
- Caltha alba Cambess.
- Caltha appendiculata Pers.
- Caltha biflora DC.
- Caltha chionophila Greene
- Caltha dionaeifolia Hook.f.
- Caltha dysosmoides Tao Zhang, Bing Liu, Y.Q.Hao, Y.Yang & Y.J.Lai
- Caltha × goodalliana T.R.Dudley
- Caltha introloba F.Muell.
- Caltha leptosepala DC.
- Caltha natans Pall.
- Caltha novae-zelandiae Hook.f.
- Caltha obtusa Cheeseman
- Caltha palustris L.
- Caltha phylloptera A.W.Hill
- Caltha sagittata Cav.
- Caltha scaposa Hook.f. & Thomson
- Caltha sinogracilis W.T.Wang

### Relazioni
Questo genere si compone di un piccolo numero di specie (una decina o più circa, di cui una spontanea in Italia) soprattutto dell'emisfero boreale con qualche localizzata apparizione in quello australe. Più di qualche specie, compresa in questo numero, è suscettibile di qualche spostamento verso altri generi a causa di una revisione citologica delle specie stesse. Questo è dovuto all'alto grado di polimorfia del genere dovuto ad uno svariato numero cromosomico.

È inoltre convinzione tra i botanici che si tratti di un genere molto antico sia per la sua vasta diffusione che per ritrovamenti molto antichi che dimostrerebbero delle fioriture di Caltha palustris subito dopo la fine delle glaciazioni europee.
Dal punto di vista tassonomico il genere Caltha fa parte delle seguenti categorie:
- sottotribù delle Calthinae (definita dai botanici George Bentham (1800-1884) e Joseph Dalton Hooker (1817-1911) in una pubblicazione del 1862);
- tribù delle Caltheae (definita dal botanico boemo Karel Bořivoj Presl (1794 – 1852) in un lavoro del 1826);
- sottofamiglia delle Calthoideae (definita dal naturalista statunitense Constantine Samuel Rafinesque-Schmaltz (1783-1840) in una pubblicazione del 1815).

È notare comunque che altri testi di botanica presentano una classificazione diversa: sottofamiglia: Trollioideae;
tribù: Trollieae. La famiglie in cui sono incluse resta comunque quella delle Ranunculaceae.

## Usi

### Giardinaggio
L'interesse maggiore per queste piante è nel giardinaggio. I giardinieri “esperti” sanno che per ottenere una buona fioritura (fiori più grandi, più numerosi e con colori più brillanti a scapito di un fogliame meno sviluppato) queste piante devono essere poste in un terreno a medio impasto e in posizioni fresche e ombrose con buone annaffiature.

Molte specie fioriscono bene in vicinanza dell'acqua, per questo facilmente ornano i bordi degli specchi d'acqua, laghetti e ruscelli dei giardini e parchi.

## Galleria d'Immagini

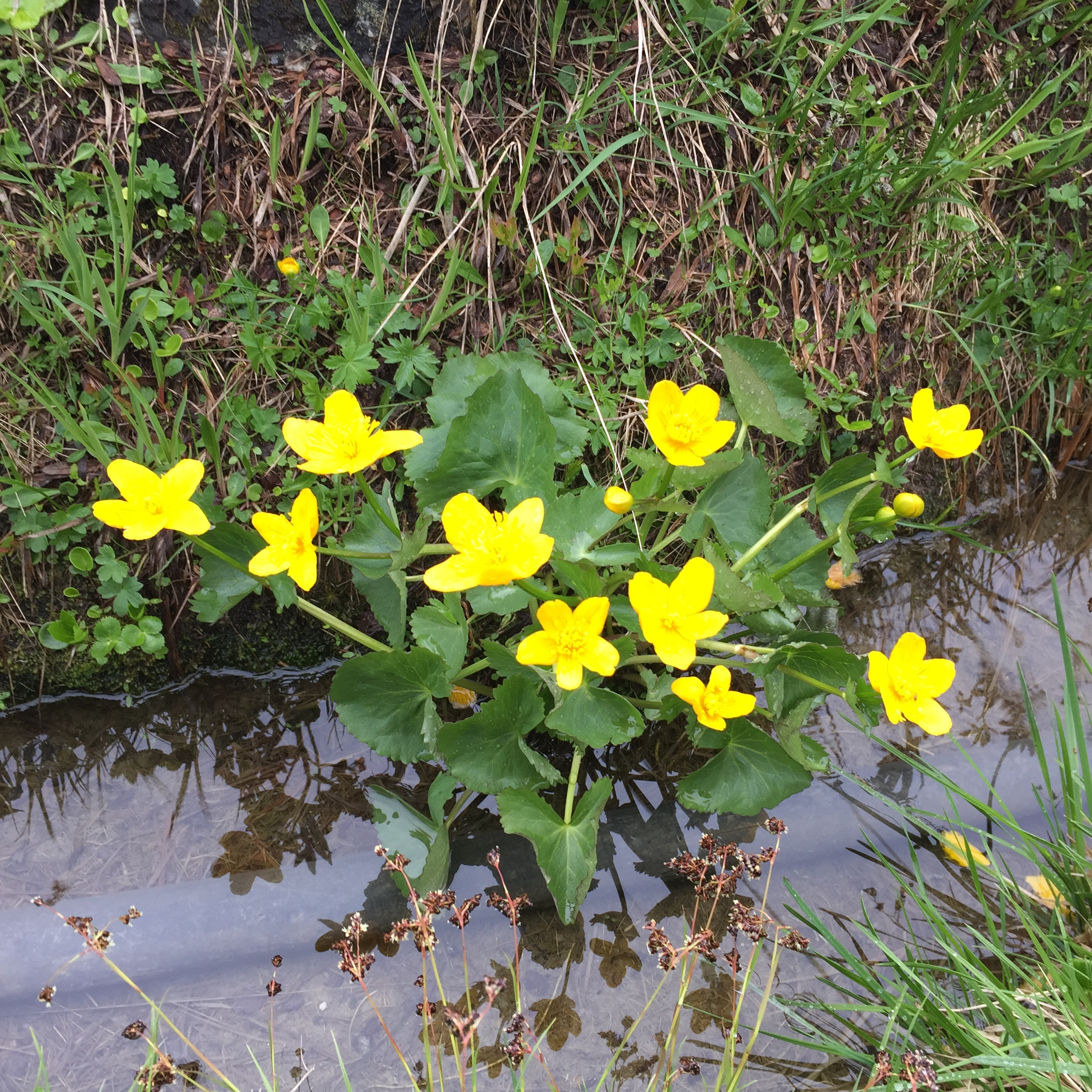
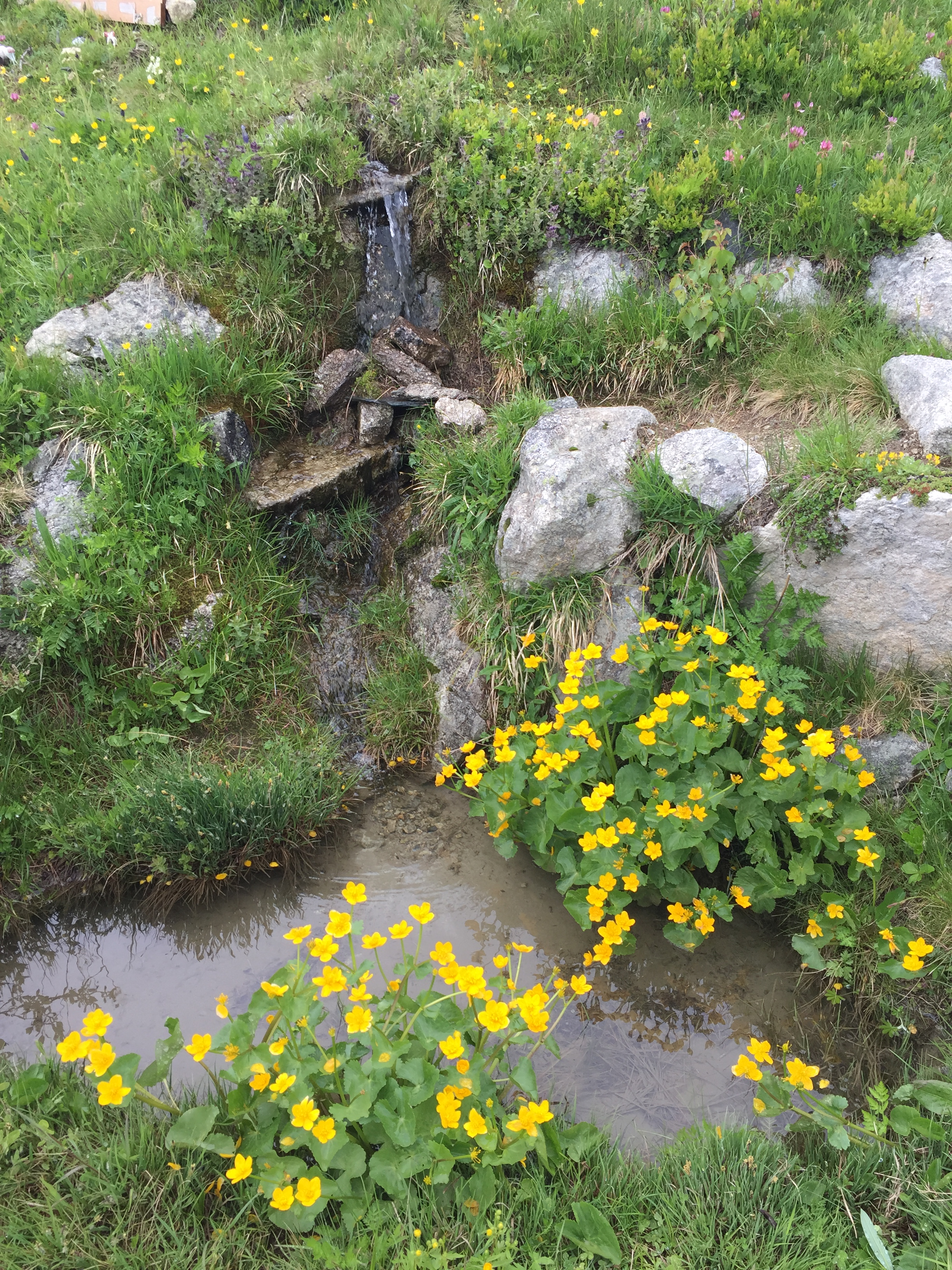